# Ranville
Ranville (ʁɑ̃.vilⓘ) es una población y comuna francesa, situada en la región de Baja Normandía, departamento de Calvados, en el distrito de Caen y cantón de Cabourg. Fue el primer poblado de Francia en ser liberado después de la invasión aliada del Día D, el 6 de junio de 1944.

## Demografía
| 883 | 1005 | 1519 | 1690 | 1681 | 1896 |
| Para los censos de 1962 a 1999 la población legal corresponde a la población sin duplicidades (Fuente: INSEE [Consultar]) |      |      |      |      |      |